# Republika Górska Północnego Kaukazu
Republika Górska Północnego Kaukazu − państwo na wschodnich terenach Kaukazu Północnego, obejmujące w przybliżeniu obszar dzisiejszych rosyjskich republik Czeczenii, Inguszetii, Północnej Osetii i Dagestanu, z udziałem Abchazji.
Członkowie Narodowo-Wyzwoleńczego Ruchu Ludów Północnego Kaukazu ogłosili powstanie Górskiej Republiki Północnego Kaukazu w marcu 1917 roku. Państwo to powstało na wschodnich terenach Północnego Kaukazu, na obszarze około 70'000 km², zamieszkanym przez 1 milion ludzi. 5 sierpnia 1917 roku przyjęto konstytucję, a 11 maja 1918 roku oficjalnie ogłoszono niezależność od bolszewickiej Rosji.
Stolicą kraju był początkowo Władykaukaz, następnie Nazrań, a ostatnim miastem urzędowania władz była Temir-Chan-Szura (obecnie Bujnaksk).

## Przywódcy Republiki Górskiej

Przywódcy Republiki

- 1917–1918 Abdulmedżid Tapa Czermojew
- 1918 Nuh-bek Tarkowski(inne języki)
- 1918–1919 Pszemacho Kocew(inne języki)

Terytoria, do których Republika Górska zgłaszała roszczenia w deklaracji niepodległości z maja 1918 (w rzeczywistości nigdy w pełni ich nie kontrolowała)

W maju 1919 roku republikę zajęły oddziały Białych pod dowództwem Antona Denikina. W styczniu 1920 roku republika znalazła się pod kontrolą Armii Czerwonej. W czerwcu 1920 republikę włączono do Rosji Radzieckiej.
20 stycznia 1921 roku na części dawnego obszaru republiki górskiej powstała Górska ASRR, zaś z reszty wydzielono Dagestańską ASRR.